# 傅介子
傅介子（？—前65年）為西漢時期的大臣、外交官。漢昭帝年間，因當時龜茲、樓蘭二國多次殺害漢朝的官員和使者，傅介子奉命出使西域，藉賞賜財寶給諸國的名義，在酒席上刺殺樓蘭王安歸，返國後以功受封為義陽侯。

## 生平

### 出使西域
傅介子是西汉北地郡義渠縣人（今屬甘肃省庆阳市），後因參軍而成為朝廷官員。前代的楼兰國王去世時，匈奴搶先得知消息，便將留在匈奴作人質的樓蘭王子安归護送回國，立為新王。後來汉朝派使臣前往樓蘭，傳詔新即位的樓蘭王到长安朝見，樓蘭王藉故推辭而不前往。樓蘭位處西域的最東端，鄰近漢朝，當地缺乏水源和牧草，卻時常要負責擔任嚮導，送水和糧食來接待漢朝派往西域的使者，又多次受到漢朝官吏與兵卒的欺擾，因此樓蘭逐漸對漢朝產生戒懼，不願再與漢朝來往。後來，樓蘭在匈奴的離間下，數次攔殺漢使。當時樓蘭王安歸的弟弟尉屠耆歸降漢朝，將國中的內情一一透漏給朝廷知曉。由於龟兹、樓蘭屢屢殺害漢朝派往西域的使者，故此在汉昭帝元凤年間，傅介子以駿馬監的身份請求出使大宛，帶著詔書前去責問樓蘭和龜茲二國。
傅介子抵達樓蘭後，責備樓蘭王慫恿匈奴截殺漢朝使者時說：「大軍就要到了，君王如果没有唆使匈奴，那匈奴使者經過這裡前往西域諸國，為什麼不向我國告知呢？」，樓蘭王對此致歉，並說：「匈奴使者剛剛過去，應當是要到烏孫，中途會經過龜茲」，傅介子到了龜茲，同樣責備龜茲王殺害漢朝的使者，龜茲王也表示服罪。當傅介子出使大宛完畢，回程返抵龜茲時，龜茲人說：「匈奴使者從烏孫回來，正好在這裡」，傅介子便率領隨行的將士一起斬殺了匈奴使者。回到京師後，傅介子把事情上奏給朝廷，漢昭帝下詔任命他為中郎，升遷為平樂監。

### 刺殺安歸
傅介子對大將軍霍光說：「樓蘭、龜茲多次反覆無常而未受懲罰，如此則不能使他國引以為戒。我途經龜茲時，發現國王距離人群很近，相當容易得手，我願意前去刺殺他，以此向各國樹立威信」，霍光說：「龜茲國路途遙遠，暫且到樓蘭試試能否成功」，霍光隨後上奏漢昭帝派遣傅介子前往。
傅介子和士卒們一同帶著黃金錢幣，聲稱要把這些財寶賞賜給外國。到了樓蘭後，由於樓蘭王並不願意親近傅介子，傅介子便假裝要離開，當抵達樓蘭的西部邊界時，傅介子指使翻譯向樓蘭王說：「漢朝使者帶著黃金絹帛要賜給各國，大王如果不接受賞賜的物品，那我就要前往西邊的國家了」，說話的同時當場拿出金幣給翻譯觀看，翻譯回來後把情況告訴給樓蘭王，樓蘭王貪圖漢朝的財物，當即前來會見使者，傅介子和他坐在一起飲酒，並拿出財物陳列在樓蘭王面前。
當眾人都喝醉以後，傅介子就對樓蘭王說：「天子派我來向大王私下陳報一些事情」，樓蘭王起身隨傅介子進入帳幕中，兩人單獨談話，這時兩名壯士從後方刺殺樓蘭王，刀刃交叉穿出胸前，樓蘭王立即身亡。樓蘭的顯貴及左右官員在驚恐下四散奔逃。傅介子對他們宣示說：「樓蘭王有罪於漢朝，天子派遣我來誅殺他，現在應當改立先前留在漢朝的王弟尉屠耆為新王。漢朝的軍隊剛到，千萬不要輕舉妄動，一旦有所動靜，你們的國家便要滅亡了」。

### 封義陽侯
之後傅介子帶著樓蘭王的首級返回京城，朝中的公卿將領皆稱讚他的功績。漢昭帝於是下詔說：「樓蘭王安归充當匈奴人的耳目，暗中窺伺漢朝使者，派兵殺戮搶掠衛司馬安樂、光祿大夫忠、期門郎遂成等三人，以及安息、大宛派往漢朝的使節，還偷走使者的符節、印信與貢品，甚為違背天理。平樂監傅介子手持節杖出使樓蘭，誅殺樓蘭王安歸，把他的頭懸掛在宮殿北面，用正直之道回報仇逆，而沒有勞師動眾出兵討伐。封傅介子為義陽侯，賜給食邑七百戶，刺殺樓蘭王的兵士，補官為侍郎」。
傅介子於元康元年去世後，他的兒子傅敞因為有罪而不能繼承爵位，封國被廢除。汉平帝元始年間，重新續封功臣的後代，傅介子的曾孫傅長再次被封為義陽侯，王莽敗亡後，義陽侯的爵位這才斷絕。

## 出身
《漢書》只記載傅介子生於北地郡，而根據〈趙充國傳〉中的記載，顏師古認為傅介子是義渠縣人。

## 評價

### 正面
- 班超：大丈夫無它志略，猶當效傅介子、張騫立功異域，以取封侯，安能久事筆硯間乎[5]？
- 李賢：漢興，義渠公孫賀、傅介子，成紀李广、李蔡，上邽赵充国，狄道辛武贤，皆名將也[6]。
- 汉桓帝：前代陈汤、馮、傅之徒，以寡擊眾，郅支、夜郎、樓蘭之戎，頭懸都街[7]。
- 傅伯寿：陳湯、傅介子、冯奉世、班超之流，皆為有漢之雋功[8]。
- 王夫之：樓蘭王陽事漢而陰為匈奴間，傅介子奉詔以責而服罪。夷狄不知有恥，何惜於一服，未幾而匈奴之使在其國矣。信其服而推誠以待之，必受其詐；疑其不服而興大師以討之，既勞師絕域以疲中國，且挾匈奴以相抗，兵挫於堅城之下，殆猶夫宋公之自衄於泓也。傅介子誘其主而斬之，以奪其魄，而寒匈奴之膽，詎不偉哉！故曰，夷狄者，殲之不為不仁，奪之不為不義，誘之不為不信。何也？信義者，人與人相於之道，非以施之非人者也[9]。

### 負面
- 司马光：王者之於戎狄，叛則討之，服則捨之。今樓蘭王既服其罪，又從而誅之，後有叛者，不可得而懷矣。必以為有罪而討之，則宜陳師鞠旅，明致其罰。今乃遣使者誘以金幣而殺之，後有奉使諸國者，復可信乎！且以大漢之強而為盜賊之謀於蠻夷，不亦可羞哉！論者或美介子以為奇功，過矣[2]！
- 蔡東藩：介子以百人入虜廷，取番王首如拾芥，似屬奇聞。然以堂堂中國，乃為此盜賊之謀，適足貽外人之口實，後有出使外夷者，其誰肯輕信之乎！宋司馬溫公之譏，吾亦云然[10]。
- 黃震：介子賫金帛誘樓蘭而刺之，使堂堂大漢無故行盜賊之行於夷狄，惜哉，彼小人兮，又何翅蝶蝥之靡而已[11]。

## 延伸閱讀
[在维基数据编辑]
 《漢書·卷070》，出自班固《漢書》